# Merry Christmas Everyone
Merry Christmas Everyone – bożonarodzeniowa piosenka pop angielskiego wokalisty Shakin’ Stevensa, która wydana została na singlu w 1985 roku. Utwór napisany przez Boba Heatlie’a powstał w 1984 roku, ale jego publikację przesunięto o rok. Powodem opóźnienia wydania piosenki była obawa przed konkurencyjnym singlem „Do They Know It’s Christmas?” zespołu Band Aid.
W 1995 roku swoją polskojęzyczną wersję piosenki nagrał Krzysztof Krawczyk.
Singiel został wydany 25 listopada 1985 roku i był najczęściej graną piosenką w radiu podczas Bożego Narodzenia w tym roku. Odkąd teledysk został włączony do wielu najlepiej sprzedających się przebojów świątecznych, to co roku w Boże Narodzenie pojawiał się regularnie. W 2007 roku w Wielkiej Brytanii piosenka znalazła się na pozycji 22. w zestawieniu zliczającym pobrania utworów z internetu. W latach 2007–2017 piosenka była na wyspach brytyjskich na wysokich rankingach odtwarzana, również na całym świecie.

## Teledysk
Film został nakręcony w Laponii, przedstawia młodą dziewczynę o imieniu Samantha podróżującą samolotem do miejsca zwanego Santaworld, gdzie spotyka się ze Stevensem, który spotkał ją w autobusie jadącym do tego miejsca. Stevens jest wtedy widziany na koniu z kobietą przebraną za elfa w saniach ciągniętych przez konia i zostaje zabrany do Świętego Mikołaja przed pójściem do repliki pracowni Świętego Mikołaja, gdzie dzieci widziały zabawę z zabawkami przed wyjściem z Mikołajem na saniach i dołącza do bitwy na śnieżki z kilkoma innymi dziećmi i kończy się na trafieniu w bałwana, który zaczyna go gonić. Pod koniec filmu Stevens jest widziany jak żegna się z Mikołajem, bałwanem i dziećmi przed powrotem do sań z kobietą. Wśród dzieci znalazły się syn i córka Shakin’ Stevensa, ich przyjaciele, w tym aktorka dziecięca Sarah J Price.

## Pozycje na listach przebojów
| Lista (1985–2017)                        | Pozycja |
| ---------------------------------------- | ------- |
| Austria: Ö3 Austria Top 40               | 26      |
| Belgia (Flandria): Ultratop 50           | 10      |
| Dania: Tracklisten                       | 9       |
| Niemcy: Deutsche Musikcharts             | 14      |
| Holandia: Single Top 100                 | 46      |
| Polska: AirPlay – Top                    | 16      |
| Szwajcaria: Schweizer Hitparade          | 35      |
| Wielka Brytania: Official Charts Company | 1       |